# یواس‌اس رابرت آی پین (دی‌ای-۵۷۸)
یواس‌اس رابرت آی پین (دی‌ای-۵۷۸) (به انگلیسی: USS Robert I. Paine (DE-578)) یک کشتی بود که طول آن ۳۰۶ فوت (۹۳ متر) بود. این کشتی در سال ۱۹۴۳ ساخته شد.